# Iskolde penge
Iskolde penge er en dansk dokumentarfilm fra 1995 med instruktion og manuskript af Iben Nielsen.

## Handling
Portræt af en ung narko-prostituteret pige.